# Stržene luže
Stržene luže este o arie protejată (arie specială de conservare — SAC, sit de importanță comunitară — SCI) din Slovenia întinsă pe o suprafață de 48,58 ha, integral pe uscat.

## Localizare
Centrul sitului Stržene luže este situat la coordonatele 45°56′59″N 14°36′45″E / 45.9497°N 14.6124°E.

## Înființare
Situl Stržene luže a fost declarat sit de importanță comunitară în aprilie 2004 pentru a proteja 3 specii de animale. Situl a fost protejat și ca arie specială de conservare în februarie 2012.

## Biodiversitate
Situată în ecoregiunea continentală, aria protejată nu include niciun habitat protejat.
La baza desemnării sitului se află mai multe specii protejate de  nevertebrate (3): fluturele-tigru (Callimorpha quadripunctaria), Coenonympha oedippus, fluturele auriu (Euphydryas aurinia).